# Live at Montreux 1996
A Live at Montreux 1996 a Deep Purple 2006-ban megjelent koncertalbuma. A felvétel a Montreuxi Jazz Fesztiválon készült, nagy része 1996. július 9-én, az utolsó két szám 4 évvel később szintén ugyanott. A koncert videóanyaga DVD-n is megjelent.

A kiadvány párjának tekinthető a Live at Montreux 2006.

## Számok listája
1. Fireball (3:50)
2. Ted The Mechanic (4:27)
3. Pictures Of Home (5:41)
4. Black Night (6:43)
5. Woman From Tokyo (5:21)
6. No One Came (5:06)
7. When A Blind Man Cries (7:29)
8. Hey Cisco (5:47)
9. Speed King (5:09)
10. Smoke On The Water (8:15)
11. Sometimes I Feel Like Screaming (6:46) *
12. Contact Lost (9:41) *

* 2000-es felvétel, csak CD-n

### DVD kiadás ráadás számai
Az 1996-os koncertről (sorrendben a Black Night után):
- Cascades: I'm Not Your Lover Now

A DVD-n 5 szám található a 2000-es koncertről:
1. Sixty Nine (69)
2. Perfect Strangers
3. When A Blind Man Cries
4. Lazy
5. Highway Star

## Előadók
- Ian Gillan – ének
- Ian Paice – dob
- Roger Glover – basszusgitár
- Jon Lord – billentyűk
- Steve Morse – gitár